# Agar (Bibbia)

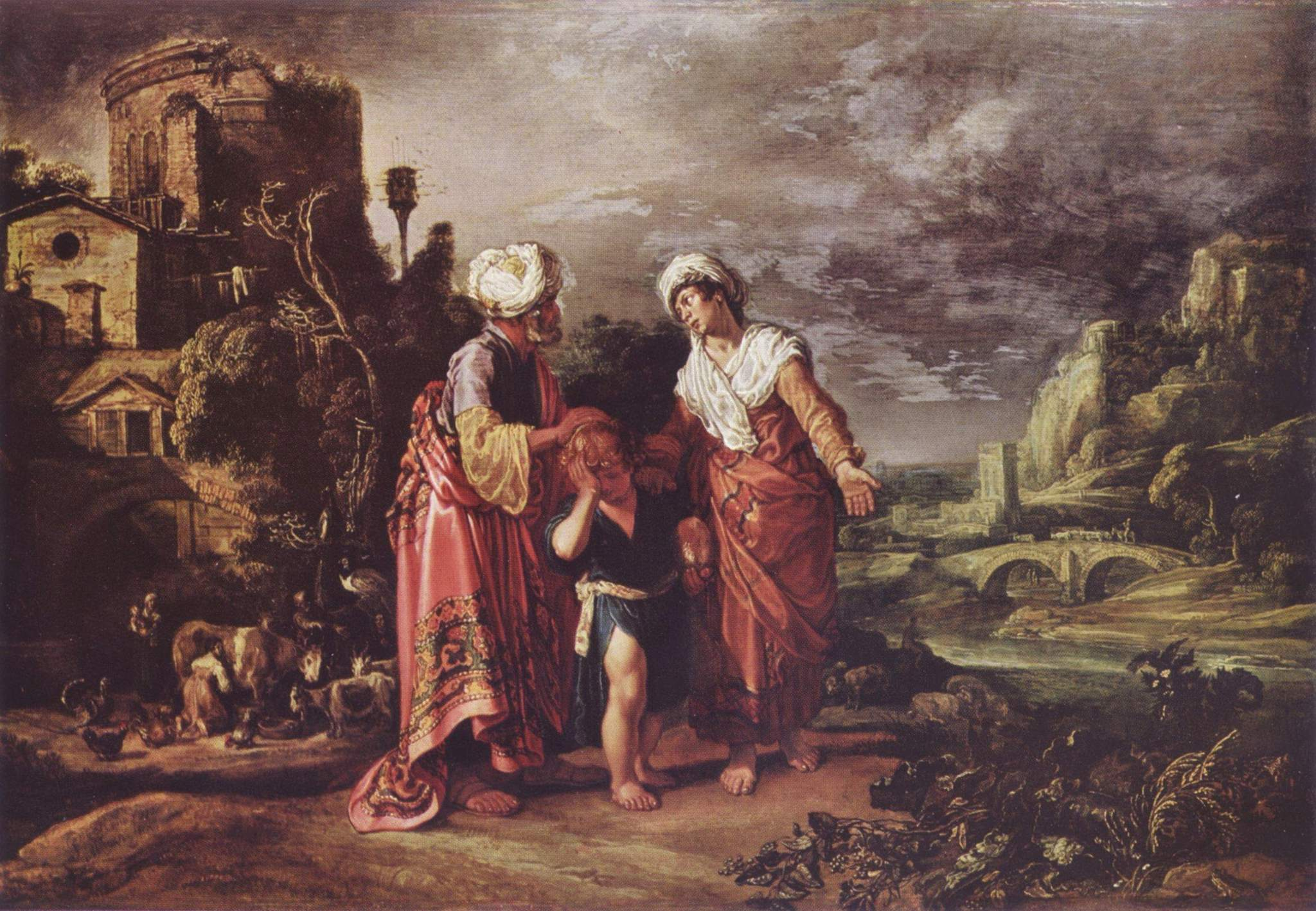
La schiava Agar dipinta da Pieter Lastman

Agar (in ebraico הָגָר‎?, Hāgar; in arabo هاجر‎?, Hājar; "Straniera") fu una schiava egiziana di Sara, moglie di Abramo. La sua storia è raccontata nel libro della Genesi.

## Racconto biblico
La storia di Agar è raccontata nella Genesi ai capitoli 16 e 21.
Siccome Sara non riesce a dare un figlio al marito Abramo, gli offre la propria schiava, una straniera di nome Agar, con l'obiettivo di adottarne il figlio al momento del parto. Da questa unione nascerà Ismaele. Quando si accorge di essere incinta, Agar perde ogni rispetto per la sua padrona, che finisce col maltrattarla. In seguito, anche Sara riesce a generare un figlio, Isacco, ma - quando lo vede scherzare col fratellino Ismaele - scoppia in Sara una profonda rabbia, al punto che Abramo è costretto ad allontanare Agar e suo figlio.

### Il testo nella versione CEI
(cfr. Genesi 21,8-21)

## Esegesi
Il racconto mette in luce due temi principali. Anzitutto Sara, che non ha creduto alla promessa di Dio di darle un figlio e ha cercato di arrangiarsi con mezzi umani per procurarsene uno adottivo, scopre di essersi cacciata nei guai. Agar, infatti, non accetta di essere considerata solo una madre per conto di altri e Ismaele non accetta di non essere considerato il vero primogenito di Abramo. Deve intervenire l'angelo del Signore per allontanare Agar e simultaneamente assicurare la sorte di Ismaele e dei suoi discendenti.
Secondariamente il racconto viene utilizzato per sottolineare l'attenzione di Dio per gli individui che la mentalità corrente considera inferiori. Agar è donna, è schiava, è straniera. Sara e Abramo ne parlano solo come "la schiava", senza nemmeno riconoscerle la dignità di chiamarla per nome. Per Sara Agar è solo lo strumento di una maternità surrogata, come previsto dalle consuetudini semitiche codificate nel Codice di Hammurabi. Dio, invece, vede l'afflizione di Agar senza che lei abbia bisogno di esprimerla. Dio ascolta quando certe situazioni gridano verso il cielo e chiama Agar sempre per nome. Agar, inoltre, è la prima donna in tutta la Bibbia alla quale compare l'angelo del Signore e per annunciarle la maternità e il destino del figlio, di cui stabilisce anche il nome (e il nome "Ismaele" significa proprio "Dio ascolta").

## La discendenza di Abramo e Agar
Tramite la discendenza di Ismaele, così come tramite quella della seconda moglie di Abramo, Keturà, si realizza la profezia secondo cui Abramo sarebbe diventato "padre di una multitudine di nazioni" (Gen 17,4). Il racconto ha una finalità eziologicaː dare conto della stretta somiglianza linguistica e in parte culturale fra ebrei e arabi.
Dai dodici figli di Ismaele (Gn 25,12-16) proverrebbero le tribù arabe che abitavano il deserto a Est della Palestina, citate in diversi testi biblici. Per esempio dal primogenito Nebaiòt discenderebbero i Nabatei, da Kedar il regno dei Kedariti, da Tema gli abitanti dell'oasi di Tayma, ecc.
In Gn 37,27-28 i mercanti ismaeliti, a cui sarà venduto Giuseppe, sono confusi con i Madianiti, che, però, secondo un altro brano biblico discenderebbero dall'ultima moglie di Abramo, Keturà (Gn 25,1-2). I madianiti svolgeranno un ruolo importante nelle vicende di Mosè.

## Tradizione islamica
Agar non è citata direttamente nel Corano ma è conosciuta, sotto la variante Hājar, dalla tradizione musulmana ed è considerata la seconda sposa di Abramo e la madre del suo figlio primogenito Ismaele/Ismāʿīl. A lei si riconduce il rito del sa'y, che si svolge nel corso dei pellegrinaggi maggiore e minore, del hajj e della ʿumra tra le collinette meccane di Safa e Marwa.
L'abbandono di Hājar e di Ismāʿīl è considerato una prova per vagliare la fede della donna nella provvidenza divina e Dio non mancherà d'aiutare la donna dopo la sua accorata ricerca d'aiuto.